# Генріх IX Чорний
Генріх IX Чорний (нім. Heinrich der Schwarze; 1075 — 13 грудня 1126) — герцог Баварії (1120–1126), що походив з династії Вельфів, син Вельфа IV та Юдіт Фландрійської.

## Сім'я та діти

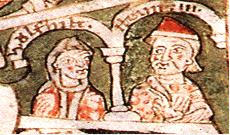
Генріх IX Чорний з дружиною

Генріх ІХ взяв собі за дружину Вульфільду , дочку Магнуса з династії Біллунгів, чим і об’єднав ці дві династичні сім’ї. Завдяки цьому союзу, йому дісталася Саксонська марка.
- Юдит, дружина Фрідріха II, герцога Швабії, матір Фрідріха Барбаросси
- Конрад , помер 17 березня 1126, чернець
- Генріх X Гордий
- Софія, вийшла заміж за Бертольда III
- Вульфільда, вийшла заміж за Рудольфа, графа Брегенц
- Матильда
- Адальберт
- Вульф VI , маркграф Тоскани та герцог Сполето